# Mount Cumming
Mount Cumming är ett berg i Antarktis. Det ligger i Västantarktis. Inget land gör anspråk på området. Toppen på Mount Cumming är 2 303 meter över havet. Mount Cumming ingår i Executive Committee Range.
Terrängen runt Mount Cumming är platt åt nordväst, men åt sydost är den kuperad. Trakten är obefolkad. Det finns inga samhällen i närheten. 